# Cornillac
Cornillac – miejscowość i gmina we Francji, w regionie Owernia-Rodan-Alpy, w departamencie Drôme.
Według danych na rok 1990 gminę zamieszkiwało 76 osób, a gęstość zaludnienia wynosiła 4 osoby/km² (wśród 2880 gmin regionu Rodan-Alpy Cornillac plasuje się na 1544. miejscu pod względem liczby ludności, natomiast pod względem powierzchni na miejscu 544.).